# Autophila limbata
Autophila limbata — вид метеликів підродини ведмедиць (Arctiinae) родини еребід (Erebidae). 

## Поширення
Вид поширений в Південній Франції, Південній Італії, Піренейському півострові, Греції, Криму, Близькому Сході, Ірані, Закавказзі і Туркменістані.

## Спосіб життя
Є одне покоління на рік. Імаго розлітаються з травня по липень. Личинки живляться Astragalus echinus і Onobrychis.